# Off the Wall
Off the Wall er et album af den amerikanske popsanger Michael Jackson, der blev udgivet i 1979.
Albummet var Jacksons gennembrudsalbum som solokunstner. Han havde allerede i 1971 lavet sit første soloalbum Got to Be There mens han var forsanger i Jackson Five. Off the Wall blev produceret i samarbejde med Quincy Jones med musik og tekst skrevet af blandt andet Stevie Wonder og Paul McCartney. Albummet blev en stor succes for den tidligere forsanger for Jackson Five trods eksperters udtalelser,[kilde mangler] om at Michael ikke havde nogen fremtid i musikbranchen efter han havde forladt musikforlaget Motown i 1975.

## Spor
1. Don't Stop 'Til You Get Enough
2. Rock with You
3. Working Day and Night
4. Get on the Floor
5. Off the Wall
6. Girlfriend
7. She's Out of My Life
8. I Can't Help It
9. It's the Falling in Love
10. Burn This Disco Out